# Президио
Президио (Presidio) е парк и квартал в северозападната част на град-окръг Сан Франциско в щата Калифорния, САЩ.
В квартал Президио се намира част от „Лукасфилм“ (Lucasfilm), филмовата компания основана от Джордж Лукас, създателите на Междузвездни войни.